# Puchar Davisa 2023
Puchar Davisa 2023 – 111. edycja turnieju rozgrywanego między reprezentacjami narodowymi w męskim tenisie ziemnym w ramach Pucharu Davisa. Turniej finałowy zostanie rozegrany w Maladze. Weźmie w nim udział 16 zespołów podzielonych na 4 grupy. Udział w turnieju mają zapewniony obrońcy tytułu – Kanadyjczycy, finaliści edycji 2022: Australijczycy oraz zdobywcy dzikich kart – Hiszpanie i Włosi. Pozostałych dwanaście zespołów zostało wyłonionych w kwalifikacjach rozgrywanych w dniach 3–5 lutego 2023 roku. Turniej jest sponsorowany przez Rakuten i jest częścią ATP Tour 2023.
Włochy pokonały Australię 2:0 w tenisowym finale i zdobyły Pucharu Davisa 2023.

## Turniej finałowy
- Miejsce rozgrywek: Martin Carpena Arena, Malaga, Hiszpania (faza pucharowa)[3]
- Data: 12–17 września 2023 (faza grupowa)
21–26 listopada 2023 (faza pucharowa)
- Nawierzchnia: Twarda (hala)

### Uczestniczące reprezentacje
- Australia
- Chile
- Chorwacja
- Czechy
- Finlandia
- Francja
- Hiszpania
- Holandia
- Kanada
- Korea Południowa
- Serbia
- Stany Zjednoczone
- Szwajcaria
- Szwecja
- Wielka Brytania
- Włochy

#### Faza Grupowa
| Grupa | 1. miejsce      | 1. miejsce | 1. miejsce | 2. miejsce | 2. miejsce | 2. miejsce | 3. miejsce        | 3. miejsce | 3. miejsce | 4. miejsce       | 4. miejsce | 4. miejsce |
| Grupa | Państwo         | K          | M          | Państwo    | K          | M          | Państwo           | K          | M          |                  |            |            |
| ----- | --------------- | ---------- | ---------- | ---------- | ---------- | ---------- | ----------------- | ---------- | ---------- | ---------------- | ---------- | ---------- |
| A     | Kanada          | 3–0        | 8–1        | Włochy     | 2–1        | 5–4        | Chile             | 1–2        | 4–5        | Szwecja          | 0–3        | 1–8        |
| B     | Wielka Brytania | 3–0        | 6–3        | Australia  | 2–1        | 6–3        | Francja           | 1–2        | 5–4        | Szwajcaria       | 0–3        | 1–8        |
| C     | Czechy          | 3–0        | 9–0        | Serbia     | 2–1        | 6–3        | Hiszpania         | 1–2        | 2–7        | Korea Południowa | 0–3        | 1–8        |
| D     | Holandia        | 2–1        | 5–4        | Finlandia  | 2–1        | 6–3        | Stany Zjednoczone | 1–2        | 3–6        | Chorwacja        | 1–2        | 4–5        |

#### Faza Pucharowa

##### Drabinka
|  | Ćwierćfinały    | Ćwierćfinały    | Ćwierćfinały |           |           | Półfinały | Półfinały | Półfinały |  |  | Finał | Finał | Finał |  |
|  |                 |                 |              |           |           |           |           |           |  |  |       |       |       |  |
|  | Kanada          | Kanada          | 1            |           |           |           |           |           |  |  |       |       |       |  |
|  | Kanada          | Kanada          | 1            |           |           |           |           |           |  |  |       |       |       |  |
|  | Finlandia       | Finlandia       | 2            |           |           |           |           |           |  |  |       |       |       |  |
|  | Finlandia       | Finlandia       | 2            |           | Finlandia | Finlandia | 0         |           |  |  |       |       |       |  |
|  |                 |                 |              |           | Finlandia | Finlandia | 0         |           |  |  |       |       |       |  |
|  |                 |                 | Australia    | Australia | 2         |           |           |           |  |  |       |       |       |  |
|  | Czechy          | Czechy          | Australia    | Australia | 2         | 1         |           |           |  |  |       |       |       |  |
|  | Czechy          | Czechy          |              |           |           |           |           |           |  |  |       |       |       |  |
|  | Australia       | Australia       | 2            |           |           |           |           |           |  |  |       |       |       |  |
|  | Australia       | Australia       | 2            |           | Australia | Australia | 0         |           |  |  |       |       |       |  |
|  |                 |                 |              |           |           |           |           |           |  |  |       |       |       |  |
|  |                 |                 | Włochy       | Włochy    | 2         |           |           |           |  |  |       |       |       |  |
|  | Włochy          | Włochy          | Włochy       | Włochy    | 2         | 2         |           |           |  |  |       |       |       |  |
|  | Włochy          | Włochy          |              |           |           |           |           |           |  |  |       |       |       |  |
|  | Holandia        | Holandia        | 1            |           |           |           |           |           |  |  |       |       |       |  |
|  | Holandia        | Holandia        | 1            |           | Włochy    | Włochy    | 2         |           |  |  |       |       |       |  |
|  |                 |                 |              |           | Włochy    | Włochy    | 2         |           |  |  |       |       |       |  |
|  |                 |                 | Serbia       | Serbia    | 1         |           |           |           |  |  |       |       |       |  |
|  | Serbia          | Serbia          | Serbia       | Serbia    | 1         | 2         |           |           |  |  |       |       |       |  |
|  | Serbia          | Serbia          |              |           |           |           |           |           |  |  |       |       |       |  |
|  | Wielka Brytania | Wielka Brytania | 0            |           |           |           |           |           |  |  |       |       |       |  |

##### Ćwierćfinały
| · Kanada · 1 | Martin Carpena Arena, Málaga 21 listopada 2023 Twarda (hala) | Martin Carpena Arena, Málaga 21 listopada 2023 Twarda (hala)       | · Finlandia · 2 |     |   |  |
| \| \| \| \| 1 \| 2 \| 3 \| \| \| 1 \| \| Milos Raonic Patrick Kaukovalta \| 6 3 \| 7 5 \| \| \| \| 2 \| \| Gabriel Diallo Otto Virtanen \| 4 6 \| 5 7 \| \| \| \| 3 \| \| Alexis Galarneau / Vasek Pospisil Harri Heliövaara / Otto Virtanen \| 5 7 \| 3 6 \| \| \| |                                                              |                                                                    |                 |     |   |  |
| |                                                              |                                                                    | 1               | 2   | 3 |  |
| 1 | Kanada · Finlandia                                           | Milos Raonic Patrick Kaukovalta                                    | 6 3             | 7 5 |   |  |
| 2 | Kanada · Finlandia                                           | Gabriel Diallo Otto Virtanen                                       | 4 6             | 5 7 |   |  |
| 3 | Kanada · Finlandia                                           | Alexis Galarneau / Vasek Pospisil Harri Heliövaara / Otto Virtanen | 5 7             | 3 6 |   |  |

| · Czechy · 1 | Martin Carpena Arena, Málaga 22 listopada 2023 Twarda (hala) | Martin Carpena Arena, Málaga 22 listopada 2023 Twarda (hala) | · Australia · 2 |      |     |  |
| \| \| \| \| 1 \| 2 \| 3 \| \| \| 1 \| \| Tomáš Macháč Jordan Thompson \| 6 4 \| 7 5 \| \| \| \| 2 \| \| Jiří Lehečka Alex de Minaur \| 6 4 \| 62 7 \| 5 7 \| \| \| 3 \| \| Jiří Lehečka / Adam Pavlásek Matthew Ebden / Max Purcell \| 4 6 \| 5 7 \| \| \| |                                                              |                                                              |                 |      |     |  |
| |                                                              |                                                              | 1               | 2    | 3   |  |
| 1 | Czechy · Australia                                           | Tomáš Macháč Jordan Thompson                                 | 6 4             | 7 5  |     |  |
| 2 | Czechy · Australia                                           | Jiří Lehečka Alex de Minaur                                  | 6 4             | 62 7 | 5 7 |  |
| 3 | Czechy · Australia                                           | Jiří Lehečka / Adam Pavlásek Matthew Ebden / Max Purcell     | 4 6             | 5 7  |     |  |

| · Włochy · 2 | Martin Carpena Arena, Málaga 23 listopada 2023 Twarda (hala) | Martin Carpena Arena, Málaga 23 listopada 2023 Twarda (hala)      | · Holandia · 1 |     |      |  |
| \| \| \| \| 1 \| 2 \| 3 \| \| \| 1 \| \| Matteo Arnaldi Botic van de Zandschulp \| 78 66 \| 3 6 \| 67 9 \| \| \| 2 \| \| Jannik Sinner Tallon Griekspoor \| 7 63 \| 6 1 \| \| \| \| 3 \| \| Jannik Sinner / Lorenzo Sonego Tallon Griekspoor / Wesley Koolhof \| 6 3 \| 6 4 \| \| \| |                                                              |                                                                   |                |     |      |  |
| |                                                              |                                                                   | 1              | 2   | 3    |  |
| 1 | Włochy · Holandia                                            | Matteo Arnaldi Botic van de Zandschulp                            | 78 66          | 3 6 | 67 9 |  |
| 2 | Włochy · Holandia                                            | Jannik Sinner Tallon Griekspoor                                   | 7 63           | 6 1 |      |  |
| 3 | Włochy · Holandia                                            | Jannik Sinner / Lorenzo Sonego Tallon Griekspoor / Wesley Koolhof | 6 3            | 6 4 |      |  |

| · Serbia · 2 | Martin Carpena Arena, Málaga 23 listopada 2023 Twarda (hala) | Martin Carpena Arena, Málaga 23 listopada 2023 Twarda (hala) | · Wielka Brytania · 0 |       |   |               |
| \| \| \| \| 1 \| 2 \| 3 \| \| \| 1 \| \| Miomir Kecmanović Jack Draper \| 7 62 \| 78 66 \| \| \| \| 2 \| \| Novak Đoković Cameron Norrie \| 6 4 \| 6 4 \| \| \| \| 3 \| \| Novak Đoković / Dušan Lajović Joe Salisbury / Neal Skupski \| \| \| \| nie rozegrano \| |                                                              |                                                              |                       |       |   |               |
| |                                                              |                                                              | 1                     | 2     | 3 |               |
| 1 | Serbia · Wielka Brytania                                     | Miomir Kecmanović Jack Draper                                | 7 62                  | 78 66 |   |               |
| 2 | Serbia · Wielka Brytania                                     | Novak Đoković Cameron Norrie                                 | 6 4                   | 6 4   |   |               |
| 3 | Serbia · Wielka Brytania                                     | Novak Đoković / Dušan Lajović Joe Salisbury / Neal Skupski   |                       |       |   | nie rozegrano |

##### Półfinały
| · Finlandia · 0 | Martin Carpena Arena, Málaga 24 listopada 2023 Twarda (hala) | Martin Carpena Arena, Málaga 24 listopada 2023 Twarda (hala)          | · Australia · 2 |     |   |               |
| \| \| \| \| 1 \| 2 \| 3 \| \| \| 1 \| \| Otto Virtanen Alexei Popyrin \| 65 7 \| 2 6 \| \| \| \| 2 \| \| Emil Ruusuvuori Alex de Minaur \| 4 6 \| 3 6 \| \| \| \| 3 \| \| Harri Heliövaara / Patrik Niklas-Salminen Matthew Ebden / Max Purcell \| \| \| \| nie rozegrano \| |                                                              |                                                                       |                 |     |   |               |
| |                                                              |                                                                       | 1               | 2   | 3 |               |
| 1 | Finlandia · Australia                                        | Otto Virtanen Alexei Popyrin                                          | 65 7            | 2 6 |   |               |
| 2 | Finlandia · Australia                                        | Emil Ruusuvuori Alex de Minaur                                        | 4 6             | 3 6 |   |               |
| 3 | Finlandia · Australia                                        | Harri Heliövaara / Patrik Niklas-Salminen Matthew Ebden / Max Purcell |                 |     |   | nie rozegrano |

| · Włochy · 2 | Martin Carpena Arena, Málaga 25 listopada 2023 Twarda (hala) | Martin Carpena Arena, Málaga 25 listopada 2023 Twarda (hala)     | · Serbia · 1 |     |     |  |
| \| \| \| \| 1 \| 2 \| 3 \| \| \| 1 \| \| Lorenzo Musetti Miomir Kecmanović \| 79 67 \| 2 6 \| 1 6 \| \| \| 2 \| \| Jannik Sinner Novak Đoković \| 6 2 \| 2 6 \| 7 5 \| \| \| 3 \| \| Jannik Sinner / Lorenzo Sonego Novak Đoković / Miomir Kecmanović \| 6 3 \| 6 4 \| \| \| |                                                              |                                                                  |              |     |     |  |
| |                                                              |                                                                  | 1            | 2   | 3   |  |
| 1 | Włochy · Serbia                                              | Lorenzo Musetti Miomir Kecmanović                                | 79 67        | 2 6 | 1 6 |  |
| 2 | Włochy · Serbia                                              | Jannik Sinner Novak Đoković                                      | 6 2          | 2 6 | 7 5 |  |
| 3 | Włochy · Serbia                                              | Jannik Sinner / Lorenzo Sonego Novak Đoković / Miomir Kecmanović | 6 3          | 6 4 |     |  |

##### Finał
| · Australia · 0 | Martin Carpena Arena, Málaga 26 listopada 2023 Twarda (hala) | Martin Carpena Arena, Málaga 26 listopada 2023 Twarda (hala) | · Włochy · 2 |     |     |               |
| \| \| \| \| 1 \| 2 \| 3 \| \| \| 1 \| \| Alexei Popyrin Matteo Arnaldi \| 5 7 \| 6 2 \| 4 6 \| \| \| 2 \| \| Alex de Minaur Jannik Sinner \| 3 6 \| 0 6 \| \| \| \| 3 \| \| Matthew Ebden / Max Purcell Simone Bolelli / Lorenzo Sonego \| \| \| \| nie rozegrano \| |                                                              |                                                              |              |     |     |               |
| |                                                              |                                                              | 1            | 2   | 3   |               |
| 1 | Australia · Włochy                                           | Alexei Popyrin Matteo Arnaldi                                | 5 7          | 6 2 | 4 6 |               |
| 2 | Australia · Włochy                                           | Alex de Minaur Jannik Sinner                                 | 3 6          | 0 6 |     |               |
| 3 | Australia · Włochy                                           | Matthew Ebden / Max Purcell Simone Bolelli / Lorenzo Sonego  |              |     |     | nie rozegrano |

### Runda kwalifikacyjna
Data: 3–5 lutego 2023.
Dwanaście zespołów sklasyfikowanych na miejscach 3–16 podczas turnieju finałowego Pucharu Davisa 2022 oraz dwanaście zwycięskich zespołów z grupy światowej I wzięło udział w kwalifikacjach do turnieju finałowego.
12 zwycięskich drużyn z rundy kwalifikacyjnej zagrało w Finałach, a 12 przegranych drużyn zagrało w I Grupie Światowej.
| Rozstawione zespoły 1. Chorwacja 2. Francja 3. Stany Zjednoczone 4. Niemcy 5. Wielka Brytania 6. Serbia 7. Kazachstan 8. Belgia 9. Szwecja 10. Holandia 11. Argentyna 12. Czechy | Nierozstawione zespoły - Austria - Kolumbia - Chile - Korea Południowa - Węgry - Słowacja - Finlandia - Bośnia i Hercegowina - Uzbekistan - Norwegia - Portugalia - Szwajcaria |

| Gospodarz        | Wynik | Gość                  | Miasto    | Miejsce                     | Nawierzchnia   |
| ---------------- | ----- | --------------------- | --------- | --------------------------- | -------------- |
| Chorwacja [1]    | 3–1   | Austria               | Rijeka    | Centar Zamet                | Twarda (hala)  |
| Węgry            | 2–3   | Francja [2]           | Tatabánya | Multifunctional Arena       | Twarda (hala)  |
| Uzbekistan       | 0–4   | Stany Zjednoczone [3] | Taszkent  | Olympic Tennis School       | Twarda (hala)  |
| Niemcy [4]       | 2–3   | Szwajcaria            | Trewir    | Trier Arena                 | Twarda (hala)  |
| Kolumbia         | 1–3   | Wielka Brytania [5]   | Cota      | Pueblo Viejo Country Club   | Ceglana (hala) |
| Norwegia         | 0–4   | Serbia [6]            | Oslo      | Oslo Tennisarena            | Twarda (hala)  |
| Chile            | 3–1   | Kazachstan [7]        | La Serena | Campus Trentino             | Ceglana        |
| Korea Południowa | 3–2   | Belgia [8]            | Seul      | Olympic Tennis Court        | Twarda (hala)  |
| Szwecja [9]      | 3–1   | Bośnia i Hercegowina  | Sztokholm | Kungliga tennishallen       | Twarda (hala)  |
| Holandia [10]    | 4–0   | Słowacja              | Groningen | MartiniPlaza                | Twarda (hala)  |
| Finlandia        | 3–1   | Argentyna [11]        | Espoo     | Espoo Metro Areena          | Twarda (hala)  |
| Portugalia       | 1–3   | Czechy [12]           | Maia      | Complexo Municipal de Ténis | Ceglana (hala) |

## Grupa światowa I
- Data: 14–17 września 2023
- Uczestnicy: 12 przegranych drużyn z rundy kwalifikacyjnej oraz 12 zwycięskich drużyn z play-offów Grupy światowej I.

| Gospodarz            | Wynik | Gość            | Miasto         | Miejsce                      | Nawierzchnia  |
| -------------------- | ----- | --------------- | -------------- | ---------------------------- | ------------- |
| Bośnia i Hercegowina | 0–4   | Niemcy [1]      | Mostar         | Tennis Club                  | Ceglana       |
| Bułgaria             | 1–3   | Kazachstan [2]  | Sofia          | National Tennis Centre       | Ceglana       |
| Belgia [3]           | 3–1   | Uzbekistan      | Hasselt        | Sporthal Alverberg           | Twarda (hala) |
| Argentyna [4]        | 4–0   | Litwa           | Buenos Aires   | Lawn Tennis Club             | Ceglana       |
| Ukraina              | 3–2   | Kolumbia [5]    | Kaspi (Gruzja) | Garikula Tennis Club         | Twarda        |
| Węgry [6]            | 4–0   | Turcja          | Keszthely      | Helikon Teniszcentrum        | Ceglana       |
| Izrael               | 3–2   | Japonia [7]     | Tel Awiw       | Shlomo Group Arena           | Twarda (hala) |
| Austria [8]          | 1–3   | Portugalia      | Schwechat      | Multiversum                  | Twarda (hala) |
| Grecja               | 1–3   | Słowacja [9]    | Ateny          | Panathenaic Stadium          | Twarda        |
| Peru                 | 4–1   | Norwegia [10]   | Lima           | Lawn Tennis de la Exposición | Ceglana       |
| Rumunia [11]         | 1–3   | Chińskie Tajpej | Mamaia         | Tennis Club IDU              | Ceglana       |
| Dania                | 1–3   | Brazylia [12]   | Hillerød       | Royal Stage                  | Twarda (hala) |

### Play-off (baraże)
- Data: 3–5 lutego 2023
- Uczestnicy: 12 przegranych drużyn z grupy światowej I podczas Pucharu Davisa 2022 oraz 12 zwycięskich drużyn z grupy światowej II podczas Pucharu Davisa 2022.

| Rozstawione zespoły 1. Japonia 2. Ekwador 3. Brazylia 4. Indie 5. Rumunia 6. Izrael 7. Peru 8. Meksyk 9. Ukraina 10. Turcja 11. Pakistan 12. Nowa Zelandia | Nierozstawione zespoły - Liban - Litwa - Dania - Chińskie Tajpej - Słowenia - Polska - Grecja - Łotwa - Bułgaria - Irlandia - Chiny - Tajlandia |

| Gospodarz          | Wynik | Gość            | Miasto        | Miejsce                    | Nawierzchnia  |
| ------------------ | ----- | --------------- | ------------- | -------------------------- | ------------- |
| Japonia [1]        | 4–0   | Polska          | Miki          | Bourbon Beans Dome         | Twarda (hala) |
| Grecja             | 3–1   | Ekwador [2]     | Ateny         | Olympic Sports Complex     | Twarda (hala) |
| Brazylia           | 4–0   | Chiny [3]       | Florianópolis | Estadio Guga Kuerten       | Ceglana       |
| Dania              | 3–2   | Indie [4]       | Hillerød      | Royal Stage                | Twarda (hala) |
| Tajlandia          | 2–3   | Rumunia [5]     | Nonthaburi    | Lawn Tennis Association    | Twarda        |
| Łotwa              | 2–3   | Izrael [6]      | Ryga          | Arēna Rīga                 | Twarda (hala) |
| Peru [7]           | 4–0   | Irlandia        | Lima          | Estadio Asia               | Ceglana       |
| Meksyk [8]         | 1–3   | Chińskie Tajpej | Metepec       | Club Deportivo la Asunción | Twarda        |
| Ukraina [9]        | 3–1   | Liban           | Leszno        | Leszno Tennis Club         | Twarda (hala) |
| Turcja [10]        | 4–0   | Słowenia        | Stambuł       | Enka Spor Kulübü           | Twarda (hala) |
| Litwa              | 4–0   | Pakistan [11]   | Wilno         | SEB Arena                  | Twarda (hala) |
| Nowa Zelandia [12] | 1–3   | Bułgaria        | Christchurch  | Wilding Park               | Twarda        |

## Grupa światowa II
- Data: 14–17 września 2023
- Uczestnicy: 12 przegranych drużyn z play-offów Grupy światowej I oraz 12 zwycięskich drużyn z play-offów Grupy światowej II.

| Gospodarz         | Wynik | Gość        | Miasto                | Miejsce                                | Nawierzchnia  |
| ----------------- | ----- | ----------- | --------------------- | -------------------------------------- | ------------- |
| Monako            | 1–3   | Ekwador [1] | Roquebrune-Cap-Martin | Monte Carlo Country Club               | Ceglana       |
| Indie [2]         | 4–1   | Maroko      | Lucknow               | Mini Stadium                           | Twarda        |
| Nowa Zelandia [3] | 3–1   | Tajlandia   | Invercargill          | ILT Stadium                            | Twarda (hala) |
| Meksyk [4]        | 3–1   | Chiny       | Mérida                | Lorenzo Molina Casares                 | Ceglana       |
| Pakistan [5]      | 5–0   | Indonezja   | Islamabad             | Pakistan Sports Complex                | Trawiasta     |
| Urugwaj [6]       | 1–3   | Egipt       | Montevideo            | Carrasco Lawn Tennis Club              | Ceglana       |
| Liban [7]         | 4–0   | Jamajka     | Bejrut                | Automobile and Touring Club of Lebanon | Ceglana       |
| Słowenia [8]      | 2–3   | Luksemburg  | Lublana               | Tenis Center Tivoli                    | Ceglana       |
| Gruzja            | 3–1   | Tunezja [9] | Kaspi                 | Garikula Tennis Club                   | Twarda        |
| Salwador [10]     | 1–4   | Irlandia    | Sonsonate             | Complejo de Tenis                      | Ceglana       |
| Hongkong [11]     | 2–3   | Łotwa       | Hongkong              | Victoria Park Tennis Stadium           | Twarda        |
| Polska [12]       | 4–0   | Barbados    | Grodzisk Mazowiecki   | Akademia Tenis Kozerki                 | Twarda        |

### Play-off (baraże)
- Data: 3–5 lutego 2023
- Uczestnicy: 12 przegranych drużyn z grupy światowej I podczas Pucharu Davisa 2022 oraz 12 zwycięskich drużyn z grupy światowej III podczas Pucharu Davisa 2022, w tym: po 3 drużyny ze strefy afrykańskiej, amerykańskiej, azjatycko-australijskiej oraz europejskiej.

| Rozstawione zespoły 1. Urugwaj 2. Boliwia 3. Tunezja 4. Południowa Afryka 5. Barbados 6. Dominikana 7. Hongkong 8. Salwador 9. Estonia 10. Egipt 11. Maroko 12. Indonezja | Nierozstawione zespoły - Paragwaj - Monako - Wenezuela - Zimbabwe - Wietnam - Jamajka - Oceania - Gruzja - Cypr - Luksemburg - Jordania - Wybrzeże Kości Słoniowej |

| Gospodarz                | Wynik | Gość                  | Miasto                | Miejsce                           | Nawierzchnia  |
| ------------------------ | ----- | --------------------- | --------------------- | --------------------------------- | ------------- |
| Zimbabwe                 | 2–3   | Urugwaj [1]           | Harare                | Harare Sports Club                | Twarda        |
| Gruzja                   | 4–0   | Boliwia [2]           | Leszno                | Leszno Tennis Club                | Twarda (hala) |
| Tunezja [3]              | 3–2   | Cypr                  | Tunis                 | Cité Nationale Sportive El Menzah | Twarda        |
| Luksemburg               | 3–1   | Południowa Afryka [4] | Esch-sur-Alzette      | Centre National de Tennis         | Twarda (hala) |
| Barbados [5]             | 3–2   | Oceania               | Bridgetown            | National Tennis Centre            | Twarda        |
| Monako                   | 4–0   | Dominikana [6]        | Roquebrune-Cap-Martin | Monte Carlo Country Club          | Ceglana       |
| Wenezuela                | 1–3   | Hongkong [7]          | Puerto Cabello        | Centro Nacional de Tenis          | Twarda        |
| Jordania                 | 1–3   | Salwador [8]          | Amman                 | Jordan Tennis Federation Courts   | Twarda (hala) |
| Jamajka                  | 3–2   | Estonia [9]           | Kingston              | Eric Bell National Tennis Centre  | Twarda        |
| Egipt [10]               | 3–2   | Paragwaj              | Kair                  | Gezira Sporting Club              | Ceglana       |
| Wybrzeże Kości Słoniowej | 1–3   | Maroko [11]           | Abidżan               | Le Central Tennis Club            | Twarda        |
| Wietnam                  | 2–3   | Indonezja [12]        | Từ Sơn                | Hanaka Paris Ocean Park           | Twarda        |

## Grupa III

### Strefa amerykańska
- Miejsce rozgrywek: Club Internacional de Tenis, Asunción, Paragwaj
- Data: 19–24 czerwca 2023
- Nawierzchnia: Ceglana

Drużyny
- Bahamy
- Bermudy
- Boliwia
- Kostaryka
- Dominikana
- Honduras
- Panama
- Paragwaj
- Wenezuela

Awanse i spadki
- Paragwaj,  Boliwia i  Kostaryka awansowały do play-offów Grupy światowej II w 2024
- Panama i  Honduras spadły do grupy IV w 2024

### Strefa azjatycko-australijska
- Miejsce rozgrywek: Sri Lanka Tennis Association Courts, Colombo, Sri Lanka
- Data: 26–29 lipca 2023
- Nawierzchnia: Ceglana

Drużyny
- Kambodża
- Iran
- Jordania
- Malezja
- Oceania
- Arabia Saudyjska
- Sri Lanka
- Wietnam

Awanse i spadki
- Iran,  Oceania i  Wietnam awansowały do play-offów Grupy światowej II w 2024
- Kambodża i  Sri Lanka spadły do grupy IV w 2024

### Strefa europejska
- Miejsce rozgrywek: Herodotou Tennis Academy, Larnaca, Cypr
- Data: 14–17 czerwca 2023
- Nawierzchnia: Twarda

Drużyny
- Cypr
- Czarnogóra
- Malta
- Mołdawia
- Czarnogóra
- Macedonia Północna
- San Marino

Awanse i spadki
- Estonia,  Mołdawia i  Cypr awansowały do play-offów Grupy światowej II w 2024
- San Marino i  Malta spadły do grupy IV w 2024

### Strefa afrykańska
- Miejsce rozgrywek: University of Pretoria, Pretoria, Południowa Afryka
- Data: 9–12 sierpnia 2023
- Nawierzchnia: Twarda

Drużyny
- Algieria
- Benin
- Wybrzeże Kości Słoniowej
- Namibia
- Południowa Afryka
- Senegal
- Togo
- Zimbabwe

Awanse i spadki
- Południowa Afryka,  Zimbabwe i  Togo awansowały do play-offów Grupy światowej II w 2024
- Algieria i  Senegal spadły do grupy IV w 2024

## Grupa IV

### Strefa amerykańska
- Miejsce rozgrywek: National Racquet Sports Centre, Tacarigua, Trinidad i Tobago
- Data: 31 lipca – 5 sierpnia 2023
- Nawierzchnia: Twarda

Drużyny
- Antigua i Barbuda
- Aruba
- Kuba
- Gwatemala
- Haiti
- Nikaragua
- Portoryko
- Saint Lucia
- Trynidad i Tobago
- Wyspy Dziewicze Stanów Zjednoczonych

Awanse
- Gwatemala i  Portoryko awansowały do grupy III w 2024

### Strefa azjatycko-australijska
- Miejsce rozgrywek: Megasaray Tennis Academy, Antalya, Turcja
- Data: 18–21 października 2023
- Nawierzchnia: Ceglana

Drużyny
- Guam
- Irak
- Kuwejt
- Kirgistan
- Singapur
- Syria
- Turkmenistan
- Zjednoczone Emiraty Arabskie

Awanse i spadki
- Singapur i  Syria awansowały do grupy III w 2024
- Guam i  Turkmenistan spadły do grupy V w 2024

### Strefa europejska
- Miejsce rozgrywek: Tennis Club Bellevue, Ulcinj, Czarnogóra
- Data: 26–29 lipca 2023
- Nawierzchnia: Ceglana

Drużyny
- Albania
- Andora
- Armenia
- Azerbejdżan
- Islandia
- Kosowo
- Liechtenstein

Awanse
- Kosowo i  Azerbejdżan awansowały do grupy III w 2024

### Strefa afrykańska
- Miejsce rozgrywek: Ecology Tennis Club, Kigali, Rwanda
- Data: 26–29 lipca 2023
- Nawierzchnia: Ceglana

Drużyny
- Angola
- Botswana
- Kamerun
- Ghana
- Kenia
- Mozambik
- Nigeria
- Rwanda

Awanse i spadki
- Ghana i  Nigeria awansowały do grupy III w 2024
- Mozambik i  Botswana spadły do grupy V w 2024

## Grupa V

### Strefa azjatycko-australijska
- Miejsce rozgrywek: Polytechnic University, Isa Town, Bahrajn
- Data: 25–28 października 2023
- Nawierzchnia: Twarda

Drużyny
- Bahrajn
- Bangladesz
- Bhutan
- Brunei
- Laos
- Makau
- Malediwy
- Mongolia
- Mjanma
- Nepal
- Oman
- Katar
- Tadżykistan
- Jemen

Awanse
- Mjanma i  Katar awansowały do grupy IV w 2024

### Strefa afrykańska
- Miejsce rozgrywek: Cercle de Kinshasa, Kinshasa, Demokratyczna Republika Konga
- Data: 21–24 czerwca 2023
- Nawierzchnia: Ceglana

Drużyny
- Burundi
- Kongo
- Demokratyczna Republika Konga
- Dżibuti
- Etiopia
- Gabon
- Lesotho
- Mauritius
- Seszele
- Sudan
- Tanzania
- Uganda

Awanse
- Burundi i  Demokratyczna Republika Konga awansowały do grupy IV w 2024